# Sztrajane
Sztrajane (macedónul: Страјане, albánul Strajani) település Észak-Macedóniában, a Pologi körzet Gosztivari járásában.

## Népesség
| Lakosok száma | 486  | 521  | 504  | 535  | 544  |      | 339  | 307  | 54   |
|               | 1948 | 1953 | 1961 | 1971 | 1981 | 1991 | 1994 | 2002 | 2021 |

2002-ben 307 lakosa volt, akik mindannyian albánok.